# Auflaufkrankheit
Als Auflaufkrankheiten bzw. Umfallkrankheiten bezeichnet man Pflanzenkrankheiten in Landwirtschaft, Gartenbau und Forstwesen, die den Keimling während und nach der Keimung als Jungpflanze befallen und dadurch Keimung und Feldaufgang erschweren oder sogar verhindern.

## Ursachen und Gegenmaßnahmen
Viele dieser Erkrankungen sind auf pilzliche Erreger wie beispielsweise Pythium oder Fusarium zurückzuführen. Da feuchte und kühle Bedingungen die Ausbreitung der Krankheiten begünstigen, sind meist zu dicht stehende Keimlinge oder eine zu ausgiebige Bewässerung auf einem zu stark verdichteten Boden bei schlechter Belüftung die Ursache. Man unterscheidet verschiedene Infektionswege, nämlich bodenbürtige, samenbürtige oder luftbürtige Krankheitskeime. Häufig befallen sind Gemüsepflanzen wie Kohl, Gurken und Salate sowie Zierpflanzen und Getreide.
Gegenmaßnahmen sind das Beizen des Saatgutes mit Fungiziden vor der Saat. Auch das Trockenhalten und das Vermeiden früher Aussaaten und enger Fruchtfolgen (v. a. bei Getreide) wirken dem Problem entgegen. Vor einer Verpflanzung von Tomaten soll ein Wurzelbad mit Schachtelhalmbrühe vorbeugend wirken.